# Incandescence

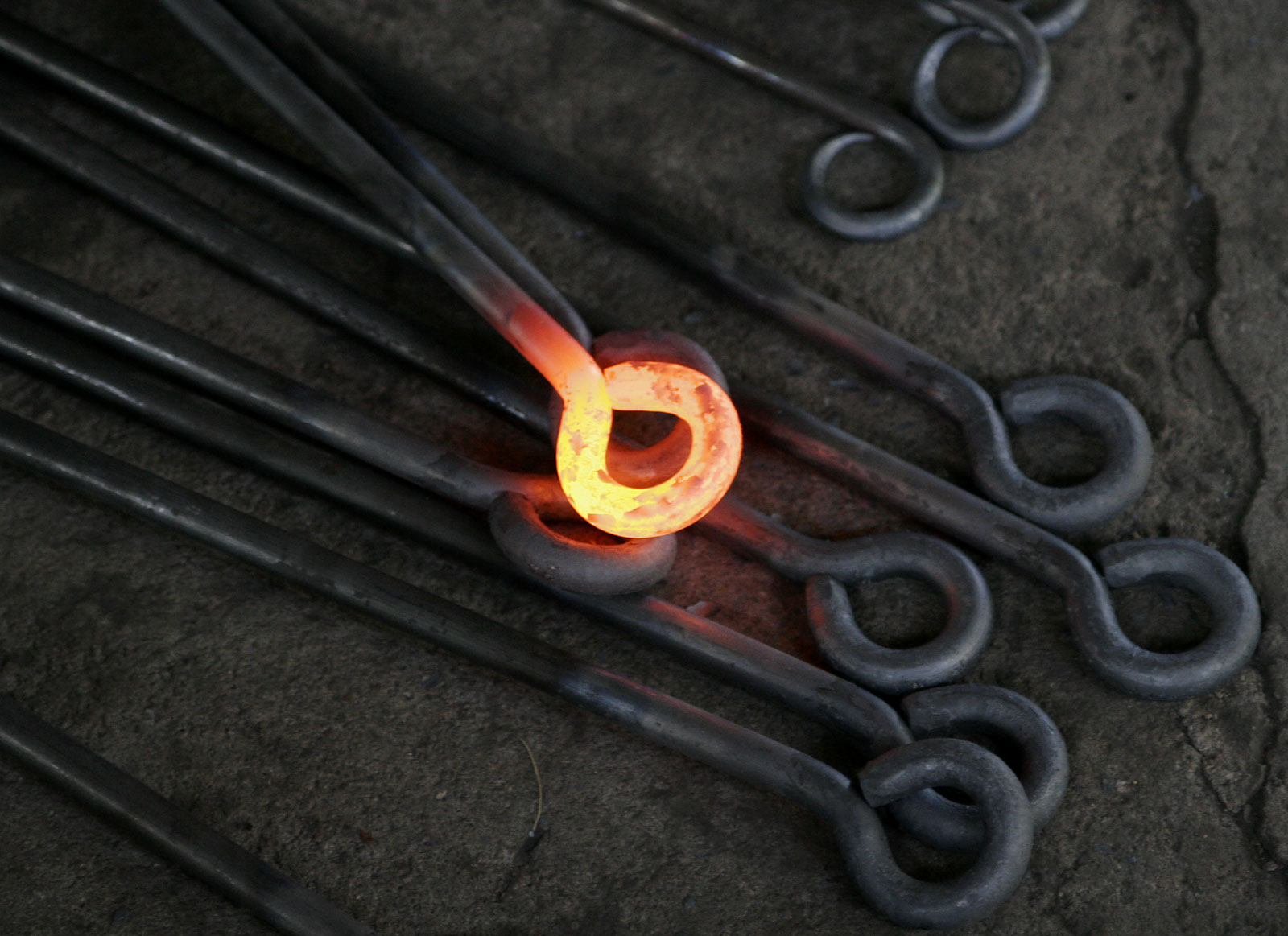
Métal incandescent.

L'incandescence est un phénomène physique qui se manifeste par une émission de lumière due à la température d'un corps chauffé à des températures plus ou moins élevées,. Si cette température dépasse 500 °C, le corps émet des rayonnements électromagnétiques dans le spectre visible pour un être humain. Elle se distingue de la luminescence qui est une émission de lumière « à froid » sans élévation de la température.

## Définition

Couleur apparente d'un objet chauffé de.

Pour mesurer l'état d'incandescence d'un objet ou qualifier la lumière qui en résulte, on utilise un modèle théorique dit du corps noir et la notion de température de couleur. En vertu de ce modèle, la qualité de la lumière émise dépend directement de la température du corps chauffé ; un corps moyennement chaud (environ 1 600 °C), émet une lumière rouge-orangée tandis qu'un corps très chaud (environ 5 000 °C) émet une lumière très blanche pouvant virer vers un blanc bleuté pour des températures extrêmes (8 000 à 9 000 °C).
On emploie cependant l'expression de « chauffé au rouge » ou « chauffé à blanc » pour qualifier la couleur apparente d'une pièce métallique à la forge, bien que les températures atteintes soient nettement inférieures aux valeurs citées précédemment (le fer, par exemple, a une température de fusion de 1 538 °C et apparaît blanc à l'œil dès 1 300 °C). L'incandescence explique également l'aspect lumineux de la lave des volcans (700 à 1 200 °C), la pierre en fusion étant tellement chaude qu'elle émet de la lumière.
On parle d'incandescence dans le langage courant :
- dans le cas d'une combustion lente : charbon, cigarette ;
- dans le cas des lampes à incandescence.